# Techiman Municipal District
Techiman Municipal District är ett distrikt i Ghana.   Det ligger i regionen Brong-Ahaforegionen, i den centrala delen av landet, 300 km nordväst om huvudstaden Accra. Antalet invånare är 187 465. Arean är 1 119 kvadratkilometer.
Terrängen i Techiman Municipal District är kuperad norrut, men söderut är den platt.